# Telegatti 1988
La 5ª edizione del Gran Premio Internazionale dello Spettacolo si è tenuta a Milano, al Teatro Ventaglio Nazionale, il 10 maggio del 1988. A condurre la serata, per la quinta volta consecutiva, il presentatore televisivo Mike Bongiorno, affiancato da Gabriella Carlucci.
Renzo Arbore trionfa vincendo due premi, tra i più prestigiosi: rispettivamente personaggio maschile dell'anno e trasmissione dell'anno. Per l'occasione si esibisce con il suo amato clarinetto con "Io faccio 'o show" insieme al maestro Claudio Mattone.
Tra le star internazionali presenti quella sera, sia in veste di candidati al premio che premiatori ricordiamo Alec Baldwin, Charlton Heston, Omar Sharif e Sophia Loren.
Gli ospiti musicali della serata sono Sting, che si esibisce con Fragile, e Rod Stewart con “Lost In You”.

## Vincitori
I premi sono assegnati alle trasmissioni andate in onda l'anno precedente alla cerimonia. Di seguito vengono elencate le varie categorie di premi, e i rispettivi vincitori dell'anno.

### Personaggio femminile dell'anno
- Loretta Goggi

### Personaggio maschile dell'anno
- Renzo Arbore

### Personaggio rivelazione dell'anno
- Giuliano Ferrara

### Trasmissione dell'anno
- Indietro tutta, Rai 2

### Trasmissione rivelazione dell'anno
- Tra moglie e marito, Canale 5

### Miglior film TV italiano
- Un bambino di nome Gesù, Canale 5

### Miglior film TV straniero
- La divisa strappata, trasmesso su Canale 5

### Miglior sceneggiato italiano
- Il segreto del Sahara, Rai 2

### Miglior sceneggiato straniero
- Mamma Lucia, Canale 5

### Miglior telefilm italiano
- I ragazzi della 3ª C, Italia 1

### Miglior telefilm straniero
- Dynasty, trasmesso su Canale 5

### Miglior trasmissione di intrattenimento con ospiti
- Maurizio Costanzo Show, Canale 5

### Miglior quiz TV
- Telemike, Canale 5

### Miglior trasmissione di varietà
- Domenica in, Rai 1

### Miglior trasmissione di scienza e cultura
- Il mondo di Quark, Rai 1

### Miglior soap opera
- Sentieri, trasmesso su Canale 5

### Miglior trasmissione musicale
- 38º Festival di Sanremo, Rai 1

### Miglior trasmissione sportiva
- La Domenica Sportiva, Rai 1

### Miglior trasmissione per ragazzi
- Bim Bum Bam, Italia 1

### Miglior spot
- Campagna WWF

### Premio TV francese
- A Jobert Marlene

### Premio TV inglese
- A Malik Art

### Premio TV spagnola
- A Victoria Abril

### Premio TV tedesca
- A Klaus Wenneman

### Lettore di TV Sorrisi e Canzoni
- Alla signora Barbara Tosi

### Premi speciali
- Alla trasmissione Il caso di Rai 1, per i servizi giornalistici
- Alla trasmissione Gli intoccabili di Rete 4

## Statistiche emittente/vittorie
- Rai 1   4 premi
- Rai 2   3 premi
- Rai 3    nessun premio

Totale Rai: 7 Telegatti
- Canale 5   9 premi
- Italia 1      1 premio
- Rete 4     1 premio

Totale Fininvest: 11 Telegatti
- Telemontecarlo nessun premio
- Odeon TV nessun premio
- Italia 7 nessun premio